# ヌフ・トロ
ヌフ・トロ（Nouhou Tolo 、1997年6月23日 - ）は、カメルーン・ドゥアラ出身のプロサッカー選手。カメルーン代表。ポジションは、ディフェンダー。

## 経歴

### クラブ
カメルーンのドゥアラで生まれたヌフは、2015年にレインボー・バメンダでキャリアをスタートさせ、1シーズンプレーした。
カメルーンのチーム間で彼の権利を誰が所有しているかをめぐる契約上の争いがあり、アメリカへの移籍を阻んでいたが、2016年4月にシアトル・サウンダーズFC 2と契約、リーグ戦では24試合に出場した。
シアトル・サウンダーズFC 2でのプレーが評価され2017年1月26日、トップチームのシアトル・サウンダーズFCと契約した。タコマ・ディファイアンスへレンタル移籍中に、ロサンゼルス・ギャラクシー 2戦でプロ初ゴールを決めた。
2017年5月31日、コロンバス・クルー戦でトップチームデビューを果たした。試合は3-0で敗れた。

### 代表
2017年2月、アフリカ U-20ネイションズカップ2017のU-20カメルーン代表として招集された。同年2月27日、グループステージ初戦の南アフリカ戦に左サイドバックで先発デビュー。試合は3-1で敗れた。
2017年11月11日、2018 FIFAワールドカップ・アフリカ3次予選のザンビア戦でカメルーン代表デビューをした。

## 代表歴

### 出場大会
- カメルーン代表
  - 2022 FIFAワールドカップ

### 試合数
- 国際Aマッチ 26試合 0得点（2017年-）[6]

| カメルーン代表 | 国際Aマッチ | 国際Aマッチ |
| 年             | 出場        | 得点        |
| -------------- | ----------- | ----------- |
| 2017           | 1           | 0           |
| 2018           | 0           | 0           |
| 2019           | 0           | 0           |
| 2020           | 0           | 0           |
| 2021           | 5           | 0           |
| 2022           | 15          | 0           |
| 2023           | 5           | 0           |
| 2024           |             |             |
| 通算           | 26          | 0           |

## タイトル

### クラブ
シアトル・サウンダーズFC
- MLSカップ：2019

### 個人
- MLSオールスター：2021